# Cu' mme
a dà turmiento a ll'anema
ca vo' vula'?
Si tu nun scinne 'nfunno,
Se tu non tocchi il fondo, non lo puoi saper!»
(E. Gragnaniello - Cu' mme)
Cu 'mme è una canzone napoletana scritta nel 1992 da Enzo Gragnaniello ed interpretata dall'autore con Roberto Murolo e Mia Martini. 

## Descrizione
Cu' mme fu pubblicata la prima volta nel 1992 nella interpretazione di Roberto Murolo e Mia Martini, all'interno dell'album Ottantavoglia di cantare in occasione dei festeggiamenti dell'ottantesimo compleanno del Maestro Murolo. In seguito al successo di Cu' mme, nel 1993 il trio Murolo - Martini - Gragnaniello incise l'album L'italia è bbella, prendendo il titolo della canzone scritta da Carlo Faiello con cui Murolo partecipò quello stesso anno al Festival di Sanremo.

## Cover
Il brano è stato oggetto di numerose reinterpretazioni negli anni successivi. Fra le più significative si possono citare oltre quella dello stesso Gragnaniello, il duetto tra quest'ultimo e Loretta Goggi, nell'edizione 1997 di Viva Napoli (la canzone vinse tra l'altro la manifestazione di quell'anno) e quello tra Mario Merola e Rita Siani.
Gragnaniello interpretò Cu' mme anche con Loredana Bertè nel maggio del 1997 in una puntata di Domenica In, nel 2003 a Buona Domenica e nel 2005 a 50 canzonissime d'amore. A sua volta la Bertè l'aveva interpretato nel 2004 con Gianni Fiorellino, durante il reality show di Rai 2 Music Farm, di cui entrambi i cantanti erano concorrenti. 
Durante la trasmissione televisiva Gigi questo sono io, andata in onda su Rai 1 nel 2010, il brano è stato eseguito in duetto da Gigi D'Alessio e Noemi.
Il 5 giugno 2015, durante la finale di Amici di Maria De Filippi, viene eseguita una versione tribale di Cu' mme dalla band de i The Kolors. Sempre nello stesso anno ma tre mesi più tardi, il 25 settembre, il brano viene cantato nella terza puntata del programma televisivo Tale e quale show, condotto da Carlo Conti, da Massimo Lopez e Bianca Guaccero, imitando rispettivamente Roberto Murolo e Mia Martini.
Il 28 febbraio 2020, durante la prima puntata del serale di Amici di Maria De Filippi, Giulia Molino esegue una cover di Cu' mme.
Il 28 marzo 2021, durante la seconda puntata del serale di Amici di Maria De Filippi, AKA 7even esegue una cover di Cu' mme.